# Georges Mandel
Georges Mandel (rozený jako Louis Georges Rothschild 5. června 1885 v Chatou, departement Yvelines - 7. července 1944 v lese Fontainebleau) byl francouzský novinář a politik Třetí republiky. Během druhé světové války byl členem odboje.

## Životopis
Louis Georges Rothschild byl synem bohatého krejčího. Mezi židovskou rodinou a bankovní dynastií Rothschildů neexistovaly žádné rodinné vazby. Aby si rodina udržela francouzské občanství, emigrovala v roce 1871 do Francie z Alsaska, které bylo anektováno Německou říší. Jako dítě Mandel navštěvoval Lycée Condorcet v Paříži, a oslavil bar micva ve Velké synagoze. Od roku 1902 pracoval Mandel jako novinář pro deník L'Aurore, vydávaný Émilem Zolou a Georgesem Clemenceauem, který publikoval Zolův článek J'accuse na obranu Alfreda Dreyfuse, a měl tak rozhodující vliv na Dreyfusovu aféru. Clemenceau působil v letech 1906-1909 jako ministr vnitra a krátce poté jako předseda vlády. Mandel jej následoval do politiky a stal se jeho osobním tajemníkem. Během první světové války byl Clemenceau opět premiérem (1917-1920) a Mandel jako šéf kabinetu byl jedním z jeho nejbližších důvěrníků a pomáhal mu ovládat tisk a odbory.
V roce 1919 byl Mandel zvolen do Poslanecké sněmovny za department Gironde a byl členem středopravé koalice Národní blok. Po volbách v roce 1924 ztratil své křeslo a do parlamentu se vrátil v roce 1928 jako nezávislý za volební obvod Lesparre. Mandel si udržel svůj parlamentní mandát až do roku 1940.
Od roku 1934 do roku 1936 zastával Mandel svůj první vládní úřad jako ministr pošt (Ministre des Postes, télégraphes et téléphones). Prosazoval modernizaci telekomunikací a pod jeho patronátem byl 26. dubna 1935 odvysílán první francouzský televizní přenos. Ve vládě Alberta Sarrauta byl Mandel krátce vysokým komisařem pro Alsasko-Lotrinsko. Během 30. let 20. století Mandel vytrvale varoval před nebezpečím německého národního socialismu a v prosinci 1935 veřejně vystoupil proti paktu Hoare-Laval, který měl ukončit habešskou válku. Mandel tedy sehrál ve Francii stejnou roli jako Winston Churchill ve Velké Británii, který marně varoval před Hitlerovým Německem. Jako ministr kolonií (Ministre des Colonies) se Mandel 10. dubna 1938 vrátil do vlády Édouarda Daladiera. Požadoval tvrdý postoj vůči expanzivní Německé říši a odmítal politiku appeasementu západních mocností. Navzdory ideologickým výhradám Mandel prosazoval vojenskou alianci s komunistickým Sovětským svazem jako protiváhu mocností Osy.
Po vypuknutí druhé světové války v září 1939 Mandel vyzýval francouzské ozbrojené síly k ofenzivnímu postupu, a proto ho politická pravice – s odkazem na jeho židovský původ – obvinila z válečného štvaní. Na druhou stranu, jeho židovský původ byl také použit k obvinění z toho, že je pacifista.
Po německém útoku v západní Evropě provedl oslabený premiér Paul Reynaud přeskupení své vlády a 18. května 1940 jmenoval Mandela novým ministrem vnitra. Vzhledem k hrozící vojenské porážce Francie se někteří ministři kolem Philippa Pétaina zasazovali o okamžité uzavření příměří, zatímco Reynaud a Mandel chtěli pokračovat v odporu proti Německé říši. Pokud by to bylo nutné, francouzská vláda by se musela stáhnout do koloniální říše, aby mohla odtud s britskou podporou pokračovat v boji. S Reynaudovou rezignací a Pétainovým převzetím moci 16. června 1940 ztratil Mandel svůj ministerský post. Téhož dne mu Edward Spears, styčný důstojník, nabídl možnost odletět do Londýna s Charlesem de Gaullem, což Mandel odmítl. Poté, co Pétain 17. června požádal Německou říši o jednání o příměří, se Mandel pokusil přesvědčit prezidenta republiky, předsedy Poslanecké sněmovny a Senátu a co nejvíce poslanců, aby se přesunuli do francouzské severní Afriky a odtud pokračovali ve válce. Na Mandelovu výzvu reagovalo pouze 27 poslanců, kteří 21. června nastoupili na loď Massilia a vylodili se z Bordeaux směrem do severní Afriky.
Maršál Pétain a Pierre Laval ukončili Třetí republiku ústavní reformou z 10. července 1940 a nastolili vichistický režim. Režim obvinil exilové poslance z vlastizrady a na Lavalův rozkaz byl Mandel 8. srpna 1940 zatčen ve francouzském Maroku. Poté byl spolu s dalšími politickými vězni uvězněn na zámku Château de Chazeron (departement Puy-de-Dôme). Spolu s Daladierem, Reynaudem a Mauricem Gamelinem byl Mandel v Riomově procesu odsouzen k doživotnímu vězení. Winston Churchill, který popsal Mandela jako prvního bojovníka odboje a mohl by mu dát přednost před de Gaullem jako představitelem Svobodné Francie, se ho marně snažil zachránit. Po okupaci jižní zóny (operace Anton) německým Wehrmachtem byli Mandel a Reynaud v listopadu 1942 předáni gestapu. Němci ho internovali v koncentračním táboře Sachsenhausen, později s Léonem Blumem v koncentračním táboře Buchenwald.
Dne 4. července 1944 byl Mandel vydán do Francie a vzat do vazby polovojenskou jednotkou Milice française pod vedením Josepha Darnanda. O tři dny později byl odvezen do lesa Fontainebleau, kde byl zavražděn. Tento čin byl odvetou za atentát na ministra propagandy vichistického režimu Philippa Henriota hnutím Odboje.
Georges Mandel byl pohřben na hřbitově Passy. Památník ho též připomíná poblíž místa jeho zavraždění u silnice N7, která spojuje Fontainebleau s Nemours.